# 第十五号掃海艇
|                                   | |
| 艦歴                              | |
| 計画                              | 昭和6年度計画 |
| 起工                              | 1933年4月6日 |
| 進水                              | 1934年2月14日 |
| 竣工                              | 1934年8月21日 |
| その後                            | 1945年3月5日雷撃により擱座 |
| 除籍                              | 1945年5月10日 |
| 性能諸元（竣工時→性能改善工事後） | |
| 排水量                            | 基準：525トン → 691トン 公試：590トン → 800トン |
| 全長                              | 74.00m |
| 全幅                              | 8.20m |
| 吃水                              | 2.07m → 3.13m |
| 機関                              | ロ号艦本式缶（混焼）2基 3気筒3段膨張レシプロ2基 2軸、3,200馬力                                                                                     |
| 速力                              | 20.0ノット → 19ノット |
| 航続距離                          | 12ノットで2,600海里 |
| 燃料                              | 重油：25トン 石炭：53トン |
| 乗員                              | 98名 |
| 兵装                              | 45口径三年式12cm砲 2門 40口径三年式8cm高角砲 単装1門 九一式爆雷投射機2基 爆雷36個（もしくは16個） 掃海具、または五号機雷40個、または八九式機雷26個 |

第十五号掃海艇（だいじゅうごごうそうかいてい）は、日本海軍の掃海艇。第十三号型掃海艇の3番艦。

## 艦歴
1933年（昭和8年）4月6日、藤永田造船所で起工。1934年（昭和9年）2月14日進水。同年8月21日に竣工。第十五号掃海艇と命名され、掃海艇に類別。
1937年（昭和12年）から1939年（昭和14年）まで日中戦争において華中及び華北の作戦に参加。太平洋戦争では、南方侵攻作戦、船団護衛に従事。1945年（昭和20年）3月5日、那覇から鹿児島へ向かう船団の護衛中、南西諸島北方でアメリカ海軍潜水艦「タイルフィッシュ」の雷撃を受け諏訪之瀬島西岸に擱座した。同年5月10日に除籍。

## 歴代艇長
※艦長等は『日本海軍史』第9巻・第10巻の「将官履歴」及び『官報』に基づく。
艤装員長
- 原田耕作 大尉：1934年4月1日[3] -

艇長
- 原田耕作 大尉：1934年8月31日[4] - 1934年11月15日[5]
- 北野亘 大尉：1934年11月15日[5] - 1936年12月1日[6]
- 池田暎 少佐：1936年12月1日 - 1938年4月6日[7]
- 高島鉄郎 少佐：1938年4月6日[8] - 1938年12月15日[9]
- 古浜智 大尉：1938年12月15日[9] - 1940年10月15日[10]
- 古要桂次 大尉：1940年10月15日[11] - 1941年4月10日[12]
- 佐藤長四郎 予備大尉：1941年4月10日[12] -